# Кузнєцово (Андреапольський район)
Кузнєцово (рос. Кузнецово) — присілок в Андреапольському районі Тверської області Російської Федерації.
Населення становить 21 особу. Входить до складу муніципального утворення Андреапольський округ.

## Історія
Від 2006 до 2019 року входило до складу муніципального утворення Волокське сільське поселення.

## Населення
| 2002 | 2010 |
| ---- | ---- |
| 36   | ↘21  |